# Meta nigridorsalis
Meta nigridorsalis är en spindelart som beskrevs av Akio Tanikawa 1994. Meta nigridorsalis ingår i släktet Meta och familjen käkspindlar. Inga underarter finns listade i Catalogue of Life.